# Pierre Bouguer

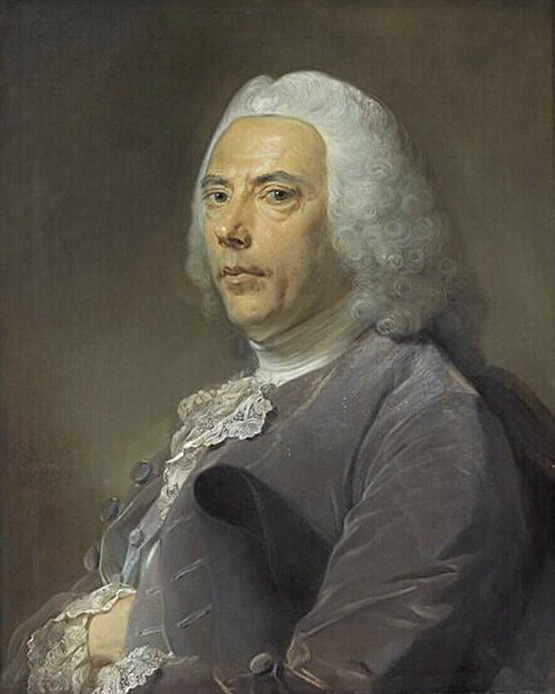
Pierre Bouguer door Jean-Baptiste Perronneau. 1753.

Pierre Bouguer (Le Croisic, 16 februari 1698 - Parijs, 15 augustus 1758) was een Franse wiskundige, natuurkundige en hydrograaf. Naar hem is de Bougueranomalie genoemd. Hij wordt gezien als de grondlegger van de scheepsbouwkunde.

## Biografie
Zijn vader, Jean Bouguer, was een van de beste hydrografen van zijn tijd en was professor in de hydrografie in Croisic en de auteur van een werk over navigatie. Pierre studeerde aan een Jezuïetenschool in Vannes. Toen Jean in mei 1714 overleed, moest Pierre in het onderhoud van het gezin voorzien. Hij vroeg de marine zijn vader op te mogen volgen, maar daar aarzelde men de 16-jarige aan te nemen. Hij slaagde echter voor het examen en werd aangesteld in juni. In 1727 kreeg hij een prijs van de Académie des Sciences voor zijn werk Sur la meilleure manière de former et distribuer les mâts des bateaux over de verdeling van masten op schepen, waarbij hij Leonhard Euler versloeg, en twee andere prijzen voor Sur la meilleure méthode pour observer l'altitude des étoiles en mer en Sur la meilleure méthode pour observer la variation de la boussole en mer over de anomalieën in de zwaartekracht van de aarde.
In 1729 publiceerde hij Essai d'optique sur la gradation de la lumière, dat handelde over de absorptie van licht tijdens de passage door de aardatmosfeer, en was zo de eerste die de Wet van Lambert-Beer ontdekte. Hij vond dat het licht van de zon 300 maal sterker was dan dat van de maan.
In 1730 werd Bouguer aangesteld als professor in de hydrografie in Le Havre en volgde hij Pierre Louis Maupertuis op als geometer aan de Académie des Sciences, waarna hij zich in Parijs vestigde. Hij vond ook een heliometer uit, die later verbeterd werd door Joseph von Fraunhofer. In 1734 introduceerde hij de symbolen {\displaystyle \geq } voor groter dan of gelijk aan en {\displaystyle \leq } voor kleiner dan of gelijk aan.
In 1735 nam hij deel aan de expeditie van Charles Marie de La Condamine naar Peru om de lengte van een breedtegraad vast te stellen rond de evenaar. Deze expeditie duurde tien jaar en in 1749 publiceerde Bouguer hierover Détermination de la Figure de la Terre. In 1746 publiceerde hij Traité du navire waarin hij voor het eerst het metacentrum introduceerde om daarmee de scheepsstabiliteit te bepalen. Zijn latere werken handelden vooral over navigatie en scheepsbouwkunde. Op 25 januari 1750 trad hij toe tot de Royal Society.
Op Mars is een krater naar Bouguer genoemd en een halo die bekendstaat als Ulloa's halo wordt ook wel Bouguers halo genoemd.

## Publicaties

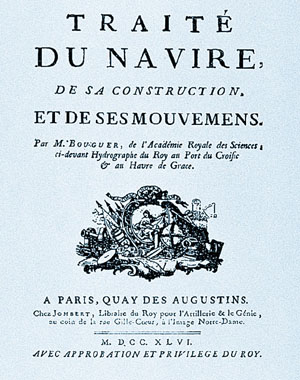
Traité du navire, de sa construction et de ses mouvemens

- Entretiens sur la cause de l'inclination des orbites des planètes, où l'on répond à la question proposée par l'Académie royale des sciences (1724)
- De la mâture des vaisseaux, pièce qui a remporté le prix de l'Académie royale des sciences proposé pour l'année 1727 (1727)
- Essai d'optique sur la gradation de la lumière (1729)
- Traité du navire, de sa construction et de ses mouvemens (1746)
- Nouveau Traité de navigation, contenant la théorie et la pratique du pilotage (1753)
- La Figure de la terre, déterminée par les observations de Messieurs Bouguer et de La Condamine, envoyés par ordre du Roy au Pérou pour observer aux environs de l'équateur, avec une Relation abrégée de ce voyage qui contient la description du pays dans lequel les opérations ont été faites, par M. Bouguer (1749)
- De la Manœuvre des vaisseaux, ou Traité de méchanique et de dynamique dans lequel on réduit à des solutions très simples les problèmes de marine les plus difficiles, qui ont pour objet le mouvement du navire (1757)
- Traité d'optique sur la gradation de la lumière, ouvrage posthume de M. Bouguer (1760)

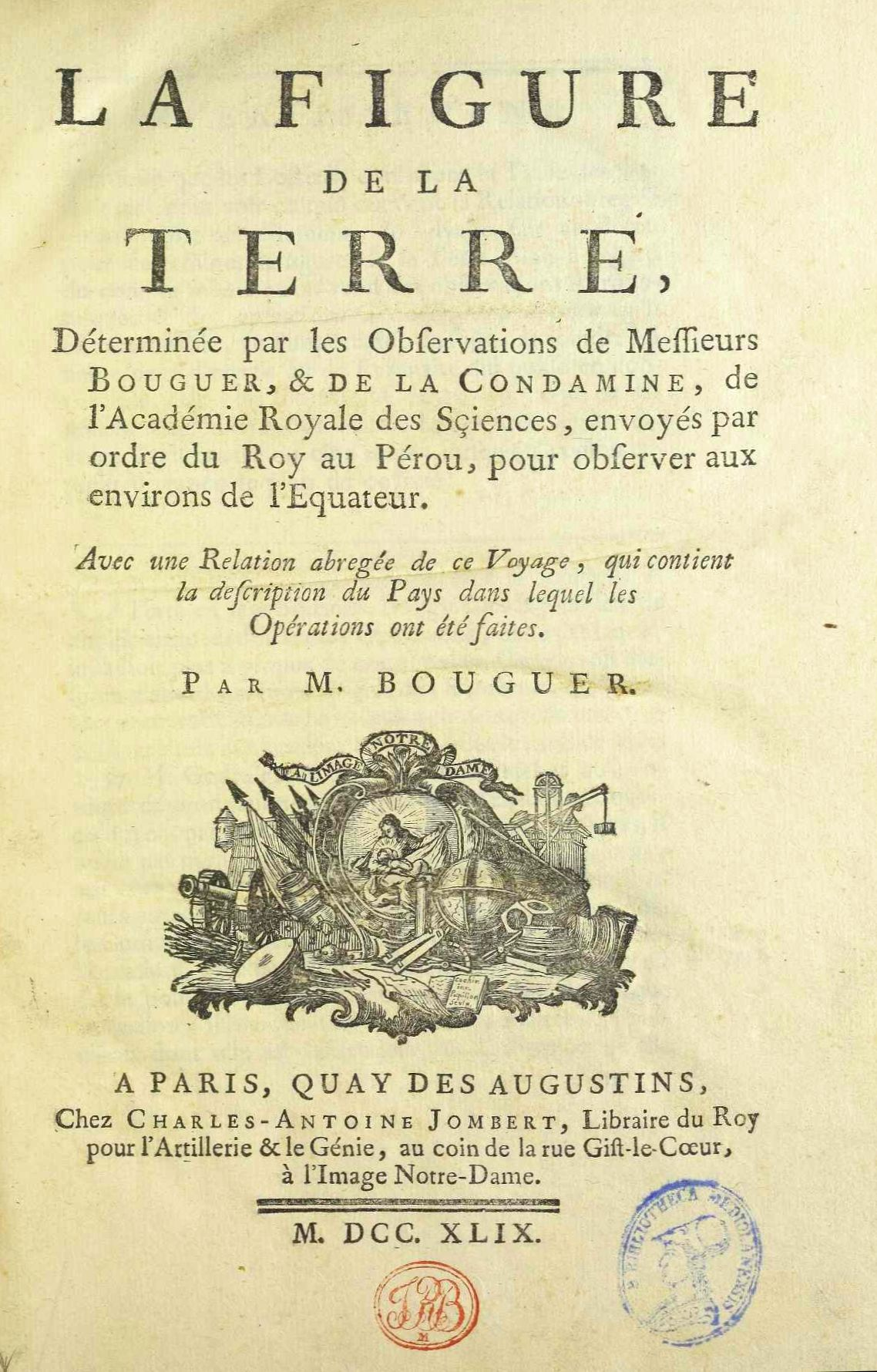
La Figure de la terre, 1749